# Bartolomé Mitre Vedia
Bartolomé Mitre Vedia (Montevideo, 14 de marzo de 1845 - Buenos Aires 20 de abril de 1900), fue un diplomático, escritor, periodista nacido en Montevideo (Uruguay). Dirigió por muchos años el diario La Nación (de Buenos Aires), que fue fundado por su padre, el general Bartolomé Mitre. Fue conocido como Bartolito Mitre y es a veces citado como Bartolomé Mitre (II).

## Biografía
Fue el primogénito y nació durante la expatriación de su padre en Montevideo, mientras duraba el segundo gobierno de Juan Manuel de Rosas.
El 10 de octubre de 1868 contrajo matrimonio en Lima (Perú) con la limeña Juana Agripina Escardó Nordenflicht (1849-1898), hija del matrimonio del comerciante porteño Gregorio Escardó y de Ludomilia Nordenflicht, limeña (nieta de un noble polaco), ambos vecinos de Lima. La ceremonia matrimonial se realizó en la parroquia el Sagrario de la Catedral de Lima.
El año siguiente nació su único hijo con ella, Luis Domingo Mitre Escardó (Washington, 28 de octubre de 1869 - Buenos Aires, 8 de noviembre de 1950).
Hacia 1890 inició una relación de hecho (algo usual en esa época) con la italiana María Josefina Benone (1871),
con quien tuvo cuatro hijos «naturales», a quienes dio su apellido:
- María Antonia Mitre Benone (1892-1935)
- Mercedes Sabina Mitre Benone (1894-1974)
- Roberto Lorenzo Mitre Benone (1898-1950)
- Julia Margarita Mitre Benone (1900-1984)

El 14 de junio de 1898 falleció su esposa, en Buenos Aires.
Mitre falleció en Buenos Aires el 20 de abril de 1900, a los 55 años de edad. Sus restos yacen en el Cementerio de la Recoleta.